# 葉柄

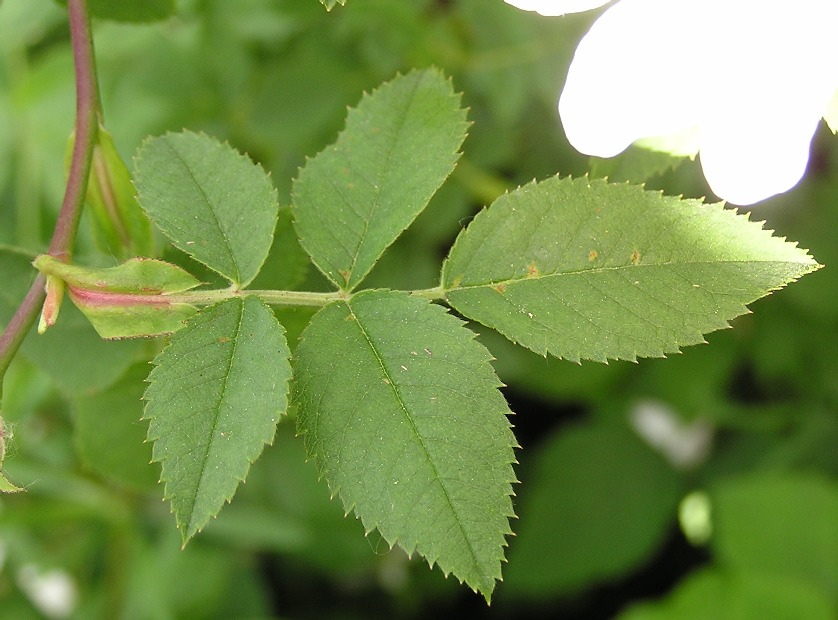
狗蔷薇（Rosa canina）的葉片，顯示其葉柄、兩塊葉片形的托葉及五片小葉。

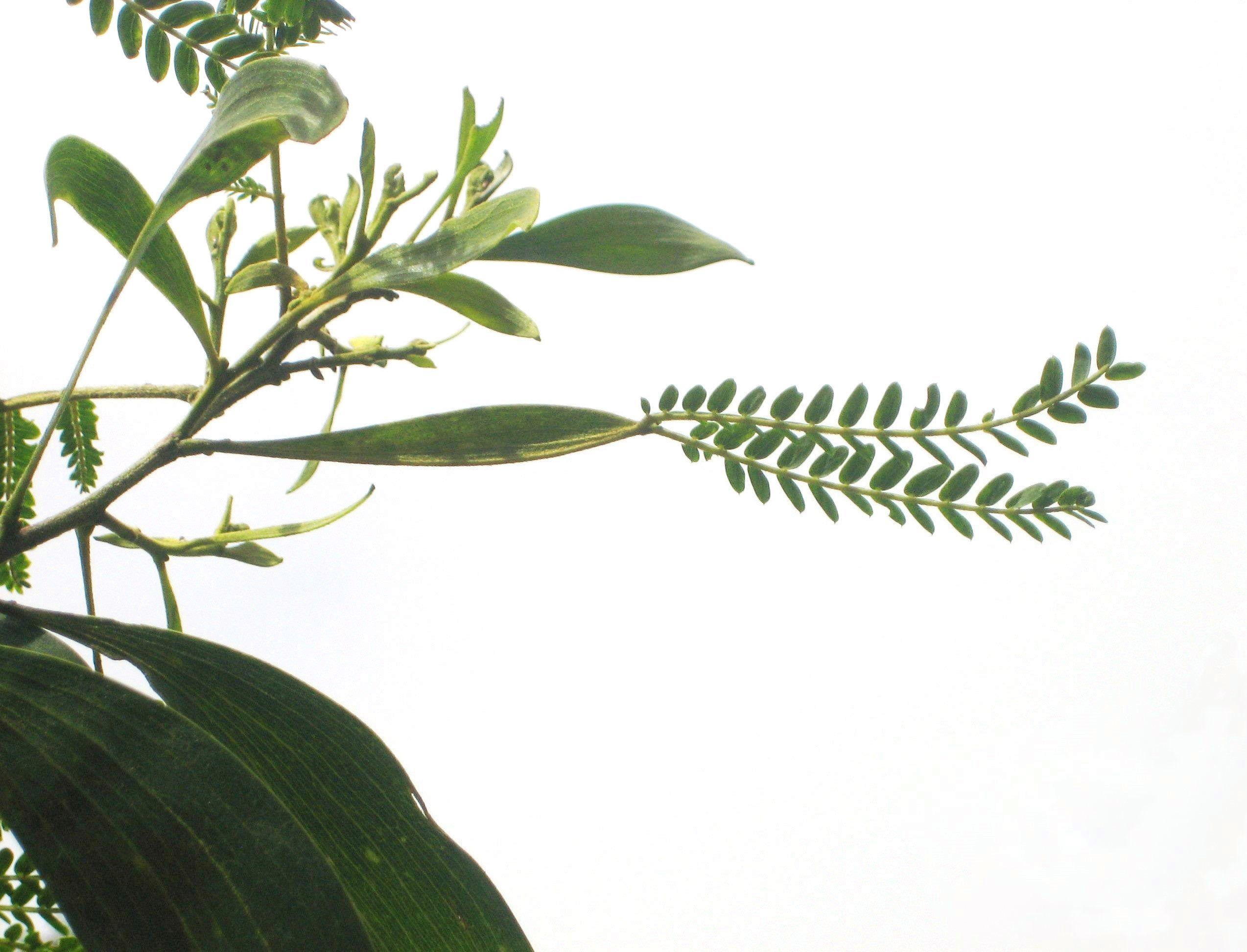
Acacia koa的葉柄

葉柄（Petiole；/ˈpiːtioʊl/）是一個植物學的名詞，指连接葉片与節點的部分。這部分通常都與莖有着相同的内部構造。在葉柄兩側的延伸部分叫作托葉，如果這些托葉呈鞘狀捲曲起來，會叫作托葉鞘。欠缺葉柄的葉片會形容為無柄（或），而如果葉柄將部分的莖捲起來，會稱呼為抱莖。禾本科的抱莖具有被稱為小舌的外部構造。
半夏的珠芽位於葉鞘處。

## 語源
這個詞源自拉丁语的或，意思是「小腳」或「莖」，亦是「腳」pes的diminutive form。

## 參看
- Hyponastic response

## 外部連結
- . . 1921.